# 德瑞克 (劊子手)
德瑞克（（英文））是在英格蘭王國（現英國）倫敦任職的劊子手。
出身地，生年月日等有許多不明之處，其全名有湯瑪斯・德瑞克（Thomas Derrick）或葛德福利・德瑞克（Godfrey Derrick）等各種說法。

## 來歴
他在1500年代後期到1610年的期間擔任劊子手，總共處決3000人以上。
他曾因為強姦罪被宣判死刑，但在伯爵羅伯特德弗羅提議擔任劊子手就能免刑的條件下而同意任職。但諷刺的是羅伯特德弗羅最後也遭到其任命的劊子手‧德瑞克斬首處刑。
德瑞克也是提議使用類似起重機的方式吊死囚犯的人物之一，所以他也成為人字起重桿的命名由來（後述）。
1610年退休後，他將劊子手一職交給助手Gregory Brandon繼承。

## 命名事物
廣義上的起重機吊桿，英文中被稱為德瑞克，名稱由來則是來自於他提議的絞刑方式。甚至在「吊桿等安全規則」中，還會將這種被稱為德瑞克的人字起重桿與狹義的吊桿加以區別。

## 處死過的名人
- 1601年2月25日，在倫敦塔內對伯爵羅伯特德弗羅執行死刑。
- 1606年1月31日，對於火藥陰謀的嫌犯‧蓋·福克斯，托馬斯•溫圖爾，安布羅斯•盧克伍德與羅伯特•凱耶斯執行死刑。

## 出處
1. 1 2  .   [2019-09-15]. （原始内容存档于2016-03-04）.